# 加藤一郎 (ロボット研究者)
加藤 一郎（かとう いちろう、1925年5月2日 - 1994年6月19日）は、日本のロボット工学者。
日本のロボット工学、バイオメカニクス、ヒューマノイド研究の第一人者で、義手の研究から人型ロボット研究に入り、1973年に世界初の二足歩行可能なフルスケール人間型ロボット「WABOT-1」、1984年に音楽演奏ロボット「WABOT-2」、動完全歩行する「WL-10RD」等を製作した。千葉工業大学講師、早稲田大学助教授、教授、理工学部長を歴任。バイオメカニズム学会、日本ロボット学会、日本IFToMM会議の創立者、会長。早稲田大学教授在職中に逝去し、加藤研究室は弟子の高西淳夫、菅野重樹に受け継がれた。紫綬褒章、正五位勲三等旭日中綬章。

## 経歴

### 略歴
- 1950年 - 千葉県立千葉高等学校を経て、早稲田大学理工学部電気工学科卒業
- 1953年 - 千葉工業大学工学部電気工学科講師
- 1963年 - 早稲田大学理工学部機械工学科助教授
- 1967年 - 早稲田大学理工学部機械工学科教授
- 1984年 - 早稲田大学理工学部長

### 受章・栄典
- 1987年 - 紫綬褒章
- 1989年 - エンゲルバーガー賞[5]
- 1994年 - 正五位勲三等旭日中綬章
- 2012年 - 日本ロボット学会設立特別功労賞[6]

### 人物
- 旧制中学在学中に外国の洋上で船長をしていた父親から、理系進学を手紙で厳命され、早稲田大学理工学部に入学したと自著で述懐していた。
- 最初は電気工学科に進学したが、同大学の高城純一教授の指導を仰いだ結果、自動制御の理論に触れ、機械工学科に鞍替えした、としている。
- 役に立ちたいことを学びたいなら専門学校に行け、というのが持論で、大学というのは専門学校と一線を画す、という思想の持ち主である。しかし現在の早稲田大学の理念の一つである「社会貢献」と反しているため、加藤式のロボットは同大学では主流ではない。学内に展示されていた加藤式ロボットは、隅っこにしまわれた。

### 社会的活動
- バイオメカニズム学会（前身：人工の手研究会）（1979年 会長）
- 日本ロボット学会（1983～1984年度（第1期）副会長、1985～1986年度（第2期）会長、1987～1988年度（第3期）監事）[7]
- 日本IFToMM会議（設立準備委員会世話役、1978～1991年 副委員長、1992～1994年 委員長）[8]

## 著書

### 自著
- 加藤一郎 著、電気学会通信教育会 編『制御工学』電気学会、1965年5月。
- 加藤一郎『自動制御論』理工図書、1958年。
- 加藤一郎『過渡現象論演習』学献社〈最新電気工学演習集成 3〉、1962年4月。ISBN 978-4762318306。
- 加藤一郎『世界初の二足歩行ロボット―バイオ・メカトロニクスの最前線』朝日出版社〈Techno science〈2〉〉、1983年11月。
- 加藤一郎『独創は独走なり』講談社、1987年6月。

### 編集・監修
- 加藤一郎 編『無人化工場への挑戦―工業用ロボットの話』工業調査会、1973年。
- 加藤一郎、尾崎省太郎 監修『自動化設計便覧』工業調査会、1973年。
- 加藤一郎 編『制御工学の実際』昭晃堂、1976年。
- 加藤一郎 編『図解メカニカルハンド』工業調査会、1977年10月。
- 加藤一郎 編『動物のメカニズム』朝倉書店、1980年9月。
- 加藤一郎 編『工学的人間学―人間と機械の共生』旺文社〈テレビ大学講座〉、1980年11月。
- 加藤一郎 編『図解ロボットハンド』工業調査会、1981年12月。
- 加藤一郎 編『ロボットは人間を変えるか―ロボット・生命・人間のゆくえ』講談社〈ブルーバックス(B‐536)〉、1983年6月。ISBN 978-4061181366。
- 加藤一郎 編『人間工学―工学的人間学』放送大学教育振興会〈放送大学教材〉、1988年3月。ISBN 978-4145425416。

### 翻訳
- Keith A. Ivey 著、加藤一郎、奥山佳史 翻訳 編『交流サーボ機構』学献社、1967年。
- ミオミール・ブコブラトビッチ 著、加藤一郎、山口忠 訳 編『歩行ロボットと人工の足』日刊工業新聞社、1975年。ISBN 978-4526008023。
- ミオミール・ブコブラトビッチ 著、加藤一郎 監訳 編『ロボットの手―力学と運動』日刊工業新聞社、1979年8月。ISBN 978-4526010750。
- Rajko Tomovic [編] 著、加藤一郎 訳 編『人間の手足の制御』学献社、1968年。
- Momcilo M. Gavrilovic, A. Bennett Wilson, Jr. 編 著、加藤一郎 監訳 編『人間の手足の制御 続』学献社、1973年。
- Yugoslav committee for electronics and automation 編 著、加藤一郎 編、市川洌・数藤康雄・谷江和雄 訳 編『人間の手足の制御 第3』学献社、1977年。
- Yugoslav committee for electronics and automation 編 著、加藤一郎 編、市川洌 ほか訳 編『人間の手足の制御 第4』学献社、1981年。
- 加藤一郎、科学技術庁開発局 監修 編『リハビリテーションと技術開発』医歯薬出版、1973年。

### 主な解説記事
- 加藤一郎「人工の手・足」『計測と制御』第7巻第12号、1968年、881-889頁。
- 加藤一郎「第三の機械―マイロボット」『日本ロボット学会誌』第3巻第3号、1985年、235-238頁。
- 「バイオメカニクスとバイオメカニズム」『計測と制御』第11巻第1号、1972年、79-85頁。
- 加藤一郎「二足歩行ロボット ―その歴史と課題―」『日本ロボット学会誌』第1巻第3号、1983年、164-166頁。
- 加藤一郎、大照完、白井 克彦、成田誠之助「鍵盤楽器演奏ロボット“WABOT-2” (WAseda roBOT-2)」『日本ロボット学会誌』第3巻第4号、1985年、337-338頁。
- 加藤一郎「リリスボット―生活支援ロボット―の構想」『日本ロボット学会誌』第11巻第5号、1993年、614-617頁。
- 加藤一郎「バイオメカニズム今昔」『日本機械学会誌』第97巻第902号、1994年、4-7頁。

### 講演ライブラリー
- 『ロボットに心を持たせる話』加藤一郎講師（名講義シリーズ）日本機械学会(製作・著作) , 丸善(発売)、ビデオ (カセット)

## その他
- NHK2018年上期連続テレビ小説『半分、青い。』で西北大学（早大がモデル）でピアノを弾くロボット「ロボヨ」の開発研究を行なっていた宇佐川乙郎（演・塚本晋也）は、「WABOT-2」を開発していた頃の加藤をモデルに[9]している。